# Контрада Гвардиола (Лече)
Контрада Гвардиола (итал. Contrada Guardiola) је насеље у Италији у округу Лече, региону Апулија.
Према процени из 2011. у насељу је живело 14 становника. Насеље се налази на надморској висини од 59 м.